# 112 км (зупинний пункт, Дніпровська дирекція Придніпровської залізниці)
112 кіломе́тр — пасажирський залізничний зупинний пункт Дніпровської дирекції Придніпровської залізниці на неелектрифікованій лінії Самар-Дніпровський — Леб'яже між станціями Бузівка (3 км) та Зачепилівка (12 км). Розташований в селі Йосипівка Самарівського району Дніпропетровської області.

## Пасажирське сполучення
На платформі 112 км щоденно зупиняються дві пари приміських поїздів сполученням Дніпро — Берестин.